# Bahnhof Ditzingen
Der Bahnhof Ditzingen liegt in Ditzingen am Streckenkilometer 7,7 der Württembergischen Schwarzwaldbahn und ist eine Station im Netz der Stuttgarter S-Bahn.

## Geschichte
Nachdem 1865 der württembergische Landtag den Bau einer Eisenbahnlinie durch den Glemsgau beschloss, galt der Anschluss Ditzingens als gesichert. Denn den Bahnbau bei Ditzingen bestimmte nicht nur die günstige geographische Lage, sondern auch einflussreiche Adelige, die in der Umgebung lebten und ihre Güter bewirtschafteten. Der Handel und Vertrieb ihrer Waren konnte sich so bis Stuttgart ausweiten. Das ersparte dem Gemeinderat das Stellen von Bittschriften. In Zuffenhausen von der Nordbahn abzweigend, erreichte der erste planmäßige Zug am 23. September 1868 den Bahnhof Ditzingen, der 300 Meter südlich des Orts lag. Der Weiterbau der Strecke nach Leonberg verzögerte sich noch aufgrund von aufwändigen Erdarbeiten. Das zweistöckige Empfangsgebäude aus Sandstein ist erhalten geblieben.
Das neue Verkehrsmittel nutzten nur sehr wenige Ortsansässige. Ditzingen blieb landwirtschaftlich geprägt. Täglich lieferten Knechte des Ritterguts Hemmingen Milch an und versandten sie zum Verkauf nach Stuttgart. Dies brachte der Bahnlinie bei der Bevölkerung die Bezeichnung Milchbahn ein.
Am 1. Dezember 1869 konnte die Königlich Württembergische Staatsbahn das nächste Teilstück der Schwarzwaldbahn vollenden und die Züge fuhren weiter bis Weil der Stadt. Die Einwohnerzahl stieg nun an. Doch die Ansiedlung von Fabriken steigerte sich erst ab dem beginnenden 20. Jahrhundert. 1910 zählte die Gemeinde erstmals über 2.000 Einwohner, von denen 113 auswärtig beschäftigt waren.
Seit 30. September 1932 ist der Streckenabschnitt Ditzingen–Leonberg zweigleisig befahrbar. Den zweigleisigen Ausbau des Teilstücks Korntal–Ditzingen stellte die Deutsche Reichsbahn am 11. Mai 1938 fertig. Am 15. Mai 1939 elektrifizierte sie die Schwarzwaldbahn zwischen Zuffenhausen und Leonberg und integrierte sie gleichzeitig in den Stuttgarter Vorortverkehr. Zur Verbesserung des Vorortverkehrs entstanden bereits in den 1960er Jahren Pläne für die S-Bahn Stuttgart. Die Inbetriebnahme der Linie S6 Weil der Stadt–Stuttgart fand am 1. Oktober 1978 statt. Auch der Bahnhofsvorplatz erhielt ein neues Aussehen. Seit August 1987 präsentiert er sich mit Bepflanzung vor dem historischen Gebäude.
Im Sommer 2015 wurde im Ostkopf einer der beiden Gleiswechsel ausgebaut. Im September 2022 wurde die S62 zwischen Weil der Stadt und Feuerbach neu eingeführt, die auch in Ditzingen hält. Sie soll nur zu Stoßzeiten fahren und nicht an allen Haltepunkten halten.

### Ausblick
Bis 2030 soll die S-Bahn-Station barrierefrei ausgebaut werden. 2028 soll der Bahnsteig auf S-Bahn-Niveau (96 cm) erhöht werden.
Der Bahnhof ist Teil des Planbereichs 1 (Böblingen) des Digitalen Knotens Stuttgart, dessen Baubeginn 2027 und dessen Inbetriebnahme für 2030 geplant ist.

## Güterverkehr
Seit 1869 befand sich am Ditzinger Bahnhof eine Verladeanlage für Zuckerrüben. Errichtet durch die Zuckerfabrik Böblingen ging sie nach der Liquidation des dortigen Werks 1907 auf die Zuckerfabrik Stuttgart und 1926 auf die Süddeutsche Zucker AG über. 1993 wurden die Rübenverladung eingestellt. Die Anlage bestand aus einem Lagerplatz mit Wiegeeinrichtungen und einer Verladerampe. Das Ladegleis wurde nach dem Zweiten Weltkrieg mit einer Spillanlage ausgestattet. 2014 wurde die Laderampe beseitigt. Das Ladegleis war zuvor schon ausgebaut worden. Heute sind alle Gleise zur Güterabfertigung abgebaut (Stand 2023).

## Ausstattung und Bahnbetrieb
Es bestehen ein Hausbahnsteig, an dem das vor 2010 abgebaute Gleis 1 lag, sowie ein Mittelbahnsteig, an dem die Gleise 2 und 3 liegen. Der Mittelbahnsteig ist durch eine Unterführung sowie durch einen mit Aufzügen barrierefrei gestalteten Steg zu beiden Seiten an den Ort angebunden. Auf Gleis 2 halten Züge der S-Bahn Stuttgart in Richtung Weil der Stadt (S6, S62) und Böblingen (S60). Auf Gleis 3 halten S-Bahnen nach Stuttgart Zuffenhausen (S62) und Stuttgart Schwabstraße (S6, S60).
Die Bahnsteigkanten sind etwa 20 cm tiefer als die Einstiegshöhe der Fahrzeuge, der Einstieg ist damit nicht barrierefrei.
Der Bahnhof Ditzingen ist der Preisklasse 4 zugeordnet.

### S-Bahn
| Linie | Strecke                                                                                                 |
| ----- | --- |
| S 6   | Weil der Stadt – Renningen – Leonberg – Zuffenhausen – Hauptbahnhof – Schwabstraße                      |
| S 60  | Böblingen – Sindelfingen – Magstadt – Renningen – Leonberg – Zuffenhausen – Hauptbahnhof – Schwabstraße |
| S 62  | Weil der Stadt – Renningen – Leonberg – Zuffenhausen                                                    |

## Bahnhofsgebäude
Das Empfangsgebäude von 1868 (Stuttgarter Straße 39), ein traufständiger Quaderbau mit Attikageschoss, in klassizistischen Formen mit Sandsteingewänden an Fenstern und Türen, ist nach § 2 DSchG BW als Kulturdenkmal ausgewiesen.